# Dachsteinsüdabsturz und Edelgrießgletscher
Das Naturdenkmal Dachsteinsüdabsturz und Edelgrießgletscher ist ein Schutzgebiet am Dachstein in der Steiermark, im Gemeindegebiet Ramsau.

## Lage und Landschaft
Das Gebiet befindet sich im nahe dem Dreiländereck Steiermark–Oberösterreich–Salzburg.
Das Schutzgebiet erstreckt sich südöstlich des Dachsteingipfels, am Hauptkamm von der Hunerscharte bis zum Koppenkarstein (2868 m ü. A.), und dann hinunter unterhalb der Hohen Gamsfeldspitze vorbei in das Hochtal Edelgrieß, und unterhalb des (Niederen) Türlspitz in das Steinfeld unterhalb der Dachsteinsüdwandhütte. Es umfasst 225,71 Hektar.

## Geschichte und Schutzumfang
Das Naturdenkmal wurde 1965 als NDM Nr. 784 (Naturschutzbuch: St-GB-014/Ramsau am Dachstein) ausgewiesen.
Das Naturdenkmal ist ein bedeutendes Geotop, es zeigt einen vollständigen Querschnitt durch die Gesteinsabfolge der Trias des Dachsteinmassivs: Bei der Südwandhütte liegen Werfener Schichten, die Basisschicht der gesamten Kalkalpen, dann folgen im Liegenden Gutensteiner Dolomit, Steinalmkalk, Hallstätter Kalk, Raminger Kalk und Wettersteinkalk in der Türlspitz-Gruppe, Wettersteindolomit im Edelgrieß sowie Dachsteinkalk in massiger und gebankter Ausbildung im Koppenkarstein.
Daneben ist auch der Edelgrießgletscher ausdrücklich mitgenannt, der die Eiszeiten repräsentiert. Er ist der einzige Gletscher der Steiermark, ist heute aber nur mehr als kleiner Gletscherrest am Koppenkarstein erhalten, das Edelgrieß ist teils noch Toteis.
Das Gebiet ist für die Klasse Naturdenkmal – die üblicherweise nur kleinräumige Naturgebilde repräsentiert – übermäßig groß, zusammen mit dem benachbarten Naturdenkmal Dachsteinsüdwand im Westen (NDM Nr. 783, das etwa ebenso groß ist) soll es aber die Geschlossenheit des geologischen Zeitzeugnisses betonen.
Das Gebiet liegt in der Pufferzone des UNESCO-Welterbegebiets Kulturlandschaft Hallstatt–Dachstein/Salzkammergut (WHS 806), das „Naturlandschaft“ wie auch „Zeugnis menschlicher Tätigkeit“ würdigt, und gehört auch zum Naturschutzgebiet Nordwestlicher Teil der Gemeinde Ramsau am Dachstein (Pflanzenschutzgebiet, NSG 02c) und zum Landschaftsschutzgebiet Dachstein–Salzkammergut (Salzkammergut-Ost, LS 14a), womit es unter recht strengem und umfassenden Schutz steht. Oberösterreichischerseits grenzt das Europa- und Naturschutzgebiet Dachstein (Vogelschutz und FFH-Gebiet, AT3101000/EU02, N098) an.

## Erschließung
Durch das Schutzgebiet führt die Dachstein-Südwandbahn, die mitten durch die Steilwände quert. Bei deren Gipfelstation am Hunerkogel wurde 2005 der Dachstein Skywalk gebaut, eine Aussichtsplattform, die in die Südwände hinausragt, 2013 mit der Treppe ins Nichts und einer Hängebrücke ergänzt, und so einen außerordentlichen Überblick über das Schutzgebiet bietet. Auch ist für Bergsteiger ein Zugang von der Hunerkogel-Bergstation über den Rosemariestollen möglich. Vom Edelgrieß führt seit 2004 der sehr schwierige Klettersteig Irg auf den Großen Koppenkarstein.
Durch diese Erschließung auch für den Ungeübten gehört das Naturdenkmal zu den meistbesuchten Naturphänomenen des Bundeslandes und stellt den Dachstein als eines der Wahrzeichen der Steiermark dar. Da in den letzten Jahren für intensiven Tourismus auch enorme bauliche Eingriffe im Hunerkogelgebiet vorgenommen wurden, gehört eine Besucherstromlenkung im Raum zu den vorrangigen Naturschutzmaßnahmen

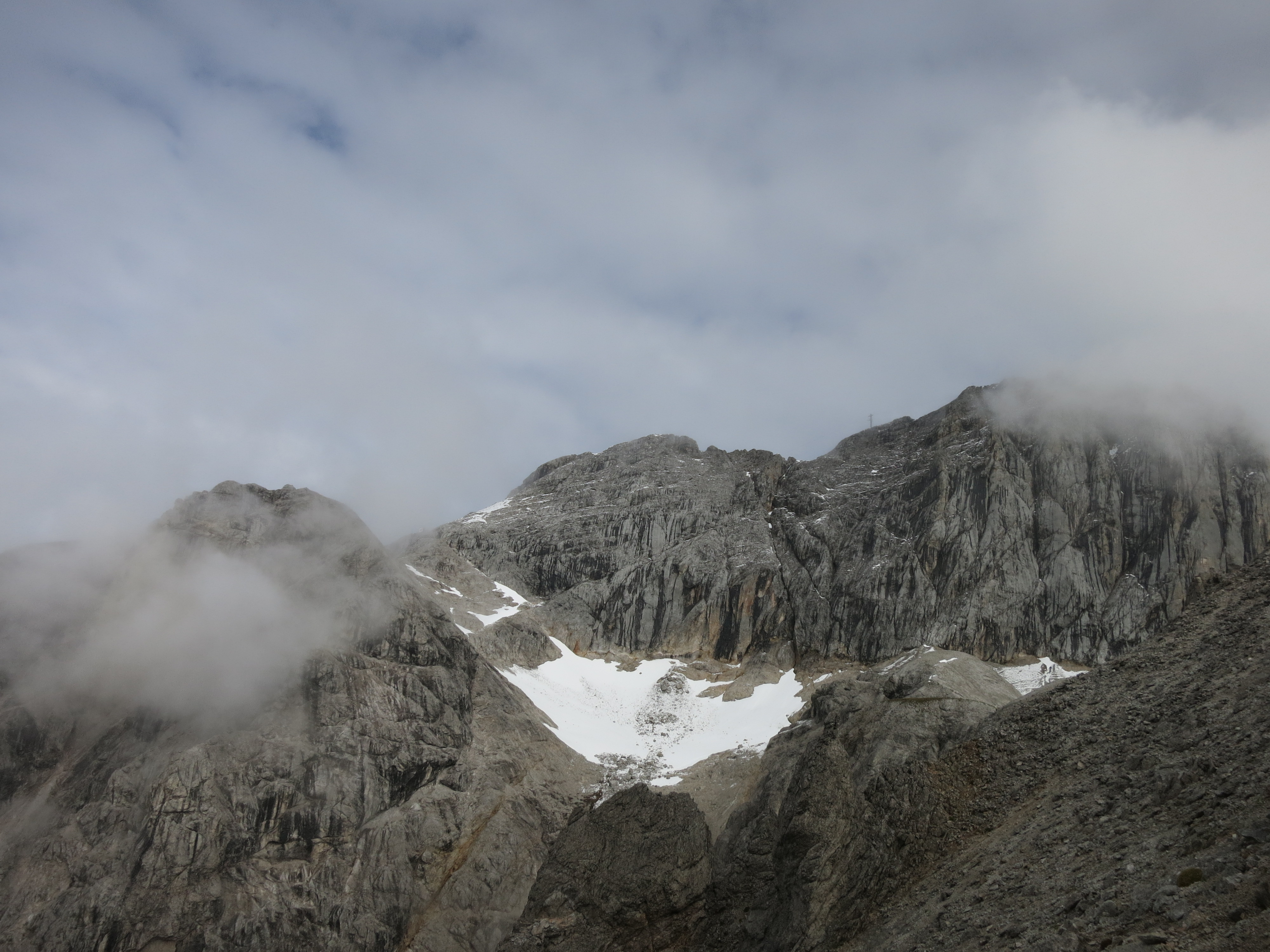
Edelgrieß von der Edelgrießhöhe
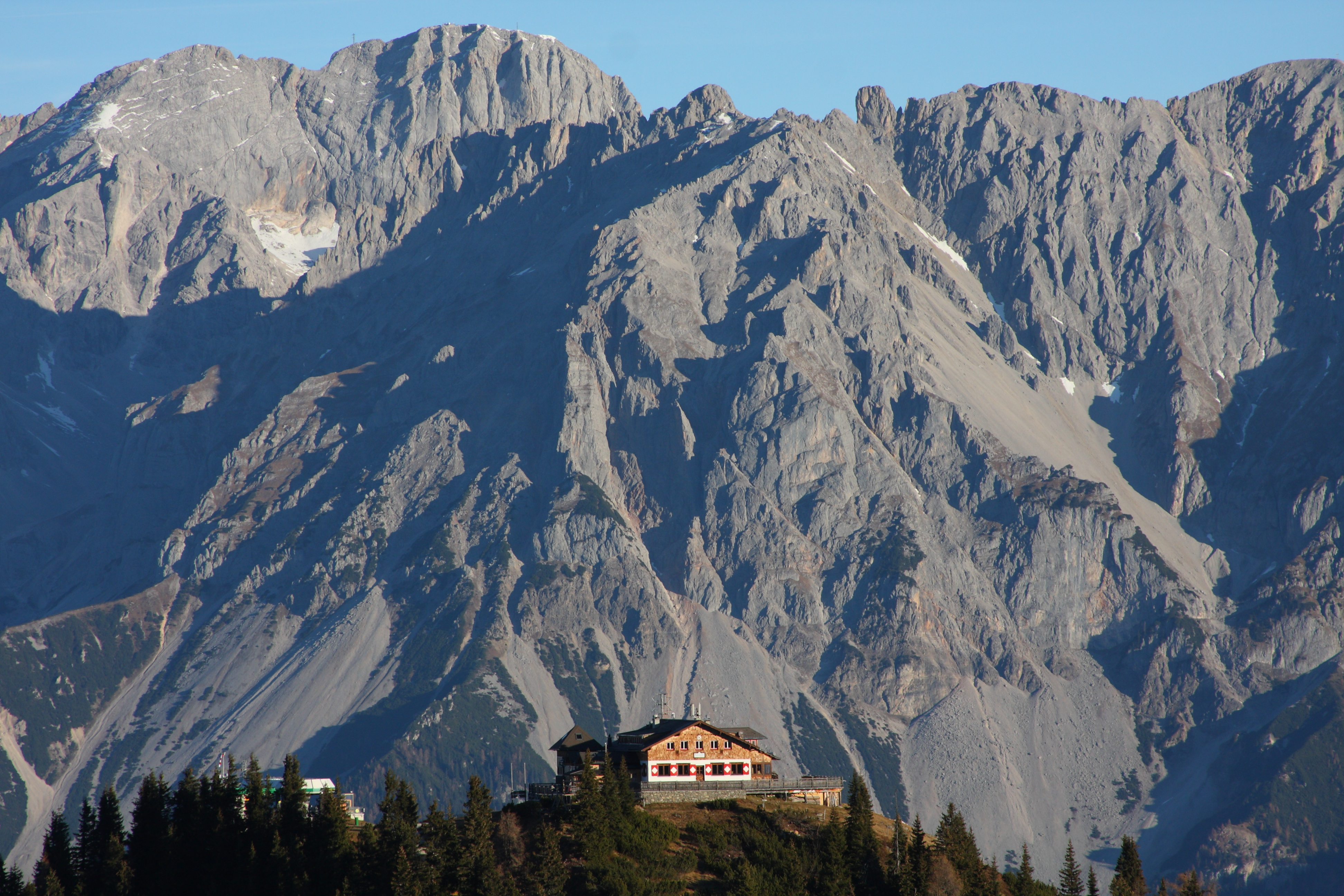
Der Koppenkarstein von der Hochwurzenhütte über Schladming, links der Rest des Edelgrieß-Gletschers (2011)
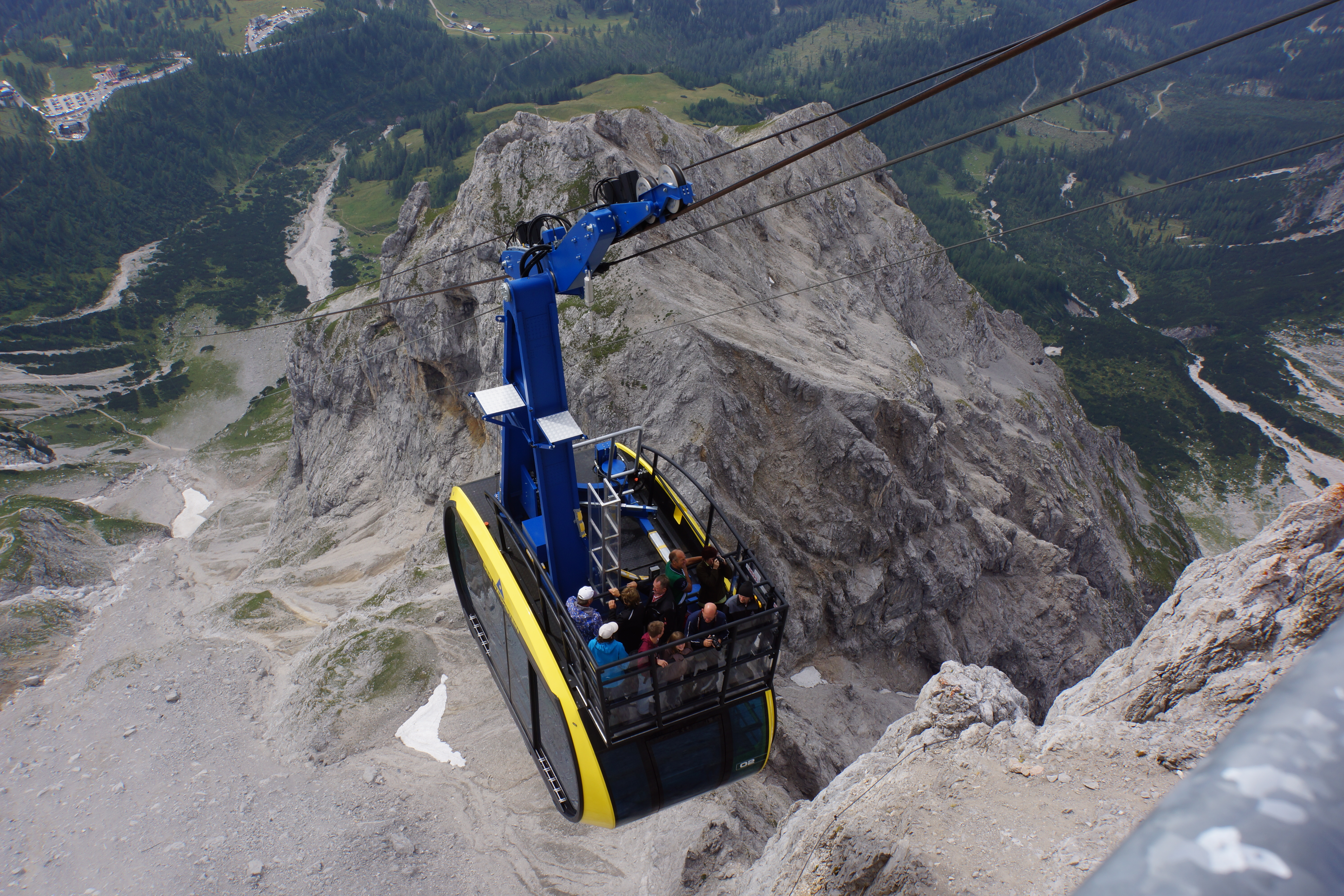
Erfahrbar ist das Naturdenkmal besonders mit der Panoramagondel mit Balkon

## Medien
- Universum: Schladminger Bergwelten, ORF, 2013, Teil 1 Von Gipfeln und Gämsen; Teil 2 Zwischen Jahrhunderten und Hundertstelsekunden (Weblink shop.orf.at;  zu Tier- und Pflanzenwelt wie auch Schi- und Klettersport).